# Shadow Racing Cars
 Shadow Racing Cars  és el nom d'un equip estatunidenc de cotxes de competició que va arribar a disputar curses a la Fórmula 1.
Va ser fundat l'any 1971 per Don Nichols i l'enginyer Trevor Harris sota el nom de Advance Vehicle Systems, però l'escuderia ja s'anomenava Shadow..

## A la F1
Va debutar al Gran Premi de Sud-àfrica el 3 de març de la temporada 1973 de la mà dels pilots George Follmer i Jackie Oliver.
Van participar en un total de cent dotze curses, assolint una victòria (GP d'Àustria'77) i set podis amb un total de 67.5 punts pel campionat del món de constructors.
La seva última cursa disputada, ja sota el nom de Theodore Racing, va ser el Gran Premi de França del 1977, deixant la temporada abans de finalitzar per problemes econòmics.

### Resum
| Curses: | Victòries: | Pòdiums: | Poles: | Voltes ràpides: | Punts: |
| ------- | ---------- | -------- | ------ | --------------- | ------ |
| 112     | 1          | 7        | 3      | 1               | 67.5   |